# La Delio Valdez
La Delio Valdez (popularmente abreviada y estilizada como LDV) es una agrupación de cumbia creada en 2009 en Buenos Aires, Argentina. Han ganado el Premio Gardel a Mejor Álbum de Música Tropical por el álbum Sonido subtropical de 2018 y el Premio Konex en 2025 por su trayectoria en la última década en la Argentina.

## Historia
La Delio Valdez es una cooperativa de músicos. Su repertorio combina obras originales del grupo con arreglos propios de cumbias pertenecientes al cancionero popular, incorporando recursos provenientes de otros géneros ligados a la tradición andina del noroeste argentino, reggae, rock, salsa o jazz, un estilo que es a la vez tradicional y actual. Algunos de sus integrantes estudiaron en la Escuela de Música Popular de Avellaneda.
En 2012 la banda estrenó su disco La Delio Valdez y en 2015 la cantante Ivonne Guzmán llegó a la orquesta sugerida por Sergio Pappi, sonidista de La Delio Valdez y ex-Todos Tus Muertos y Actitud María Marta, y se incorporó como la vocalista de la banda.  En 2014 salió a la venta el álbum La rueda del cumbión y posteriormente en 2018 apareció el disco Sonido subtropical. Para 2019 se publicó el primer disco en vivo, La Delio valrex (10 años en vivo), grabado en el teatro Gran Rex de Buenos Aires. En 2020 la banda dio a conocer varios simples, entre ellos una versión de «La marca de la gorra» junto a Mala Fama y en 2021 estrenaron su álbum El tiempo y la serenata, de la que salió como tema de difusión «Paisaje», la versión del clásico hecho conocido por Gilda, junto a Karina y Abel Pintos.

## Discografía
- 2012: La Delio Valdez
- 2014: La rueda del cumbión
- 2017: Calentando la máquina
- 2018: Sonido subtropical
- 2019: La Delio Valrex (en vivo)
- 2021: El tiempo y la serenata
- 2023: La gira y la serenata (en vivo)
- 2025: El desvelo

## Integrantes

### Miembros
- Black Rodríguez Méndez – voz y percusión
- Damián Chavarría – trombón
- León Podolsky – bajo eléctrico
- Ivonne Guzmán – voz
- Manuel Cibrián – voz y guitarra
- Milton Rodríguez – trombón
- María Ximena Gallina – percusión
- Pablo Vázquez Reyna – trompeta
- Pedro Gabriel Rodríguez – timbal y voz
- Agustina Massara – saxo alto y tenor
- Santiago Maldován – clarinete
- Tomás Arístides – güira y congas
- Sebastián Agüero – congas y timbal
- Agustín Zuanigh – trompeta
- Pablo Broide – saxo alto, tenor y maracón

### Miembros anteriores
- Florencia Dupuy de Lome - cantante
- Gladys "Negra" Sarabia – voz líder (2011-2014)
- José Luis Lazo – bongó
- Diego Kurland – batería
- Guillermo Pérez Vacchini – guacharaca y maracas
- Marcos "Pollo" Díaz – bongó y tambor alegre
- Santiago Aragón – trompeta